# Batanga (Sprache)
Batanga (auch Bano’o, Banoho, Banoo, Noho, Nohu und Noku) ist eine Bantusprache und wird von circa 15.000 Menschen in Äquatorialguinea und Kamerun gesprochen.
Sie ist mit circa 9000 Sprechern in Äquatorialguinea und mit circa 6000 Sprechern in Kamerun im Département Océan in der Region Sud verbreitet.
Batanga wird in der lateinischen Schrift geschrieben.

## Klassifikation
Batanga ist eine Nordwest-Bantusprache und gehört zur Bube-Benga-Gruppe, die als Guthrie-Zone A30 klassifiziert wird.
Sie hat die Dialekte Bano’o (auch Noho, Banâkâ und Banoko), Bapuku (auch Puku, Poko, und Bapuu) und Batanga (Nda).

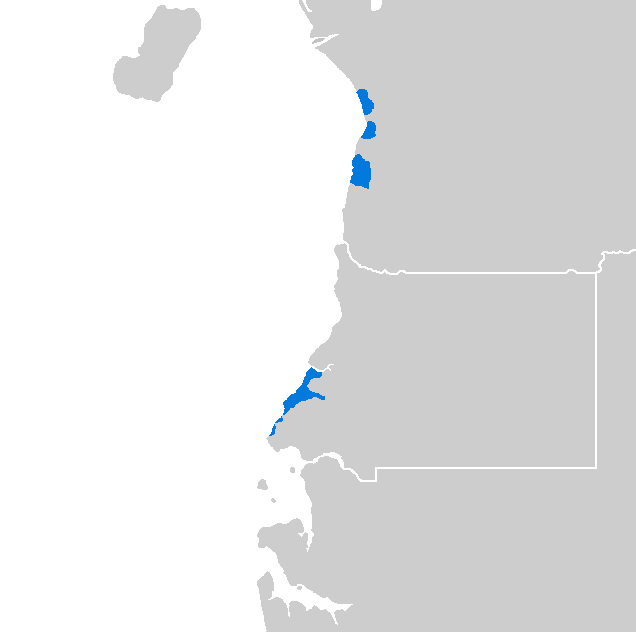
Sprachraum von Batanga

## Filme
- Sprachen, die ums Überleben kämpfen (3/6). Arte, Frankreich, 2013